# Trojane
Trojane este o localitate din comuna Lukovica, Slovenia, cu o populație de 103 locuitori.